# دنیس تارادودا
دنیس تارادودا (اوکراینی: Денис Олегович Тарадуда؛ زادهٔ ۱۷ اوت ۲۰۰۰) بازیکن فوتبال اهل اوکراین است.
از باشگاه‌هایی که در آن بازی کرده‌است می‌توان به باشگاه فوتبال دنیپرو اشاره کرد.
وی همچنین در تیم ملی فوتبال Ukraine U17 بازی کرده‌است.